# 西内としお
西内 としお（にしうち としお、1959年 - ）は、日本の映像作家、アニメーター。神奈川県横浜市生まれ。

## 概要
埼玉県立大宮高等学校卒業後、人形劇団や着ぐるみアトラクションなどのアルバイトを経て、東映動画アニメーター養成講座を受講。
1979年に阿佐ヶ谷美術専門学校に入学。1982年に卒業し、アニメーション制作会社に入社。1985年よりフリー。以後、NHK「みんなのうた」「おかあさんといっしょ」「いないいないばぁっ!」などのアニメーション制作や、幼児向けの雑誌や絵本の制作に携わっている。

## 作品一覧

### みんなのうた
- ◆は、5分間1曲枠の楽曲（ロングのうた）。
- カメカメダンス / 松葉美保（1991年6月・7月放送）
- ウマウマラーメン / 亀丘理絵（1991年10月・11月放送）
- ぼくの目は猫の目 / 忌野清志郎（1992年2月・3月放送）
- ベスト・フレンド / SMAP（1992年4月・5月放送）
- MY GRADUATION 〜未来〜 / 山本美枝（1992年8月・9月放送）
- がんばれマイ・ボーイ / つのだ☆ひろ（1992年10月・11月放送）
- 出逢えるっていいね / 高橋由美子（1993年4月・5月放送）
- サッカーボーイ / 仲代奈緒（1993年8月・9月放送）
- 僕たちのコレクション / KATSUMI（1993年12月・1994年1月放送）
- みんなのフレボ 〜オレ・オレ・オラ〜  / シャランガ（1994年4月・5月放送）
- ヘドラーの山 / 細川たかし、森の木児童合唱団（1994年10月・11月放送）
- 笑顔に大接近 / 大阪パフォーマンスドール（1994年12月・1995年1月放送）
- 赤い星 青い星 / 由紀さおり（1995年6月・7月放送）
- .魔法の絵の具 / 河島英五（1995年10月・11月放送）
- 星空のオルゴール / 塩田美奈子（1996年4月・5月放送）
- なつやすみのおさかな / 大島実織（1996年8月・9月放送）
- メッセージ・ソング / ピチカート・ファイヴ（1996年12月・1997年1月放送）
- ごっつぉさま / 須貝智郎（1997年6月・7月放送）
- ボクのおとうとくん / 小堺一機（1997年10月・11月放送）
- 空のコーラス / メニーナス・ド・ブラジル（1998年4月・5月放送）◆
- 世界はメロディー / 室井滋（1999年10月・11月放送）
- ママの結婚 / 坂田おさむ（2002年6月・7月放送）◆
- 夢見るジャンプ / 平川地一丁目（2005年10月・11月放送）
- フンコロガシは、忙しい。 / 伊武雅刀（2006年8月・9月放送）
- 虹色ラブレター / 諫山実生（2009年2月・3月放送）◆
- シアワセのヨッチョレヨ!! / 岡本知高、ことのみ児童合唱団（2010年8月・9月放送）
- 優しいヒーロー / タダシンヤ（2011年6月・7月放送）◆
- 君へのファンファーレ / TOKU（2013年6月・7月放送）
- 南の島のココナッツ / elli＋katz＋nory（2014年8月・9月放送）
- ドミソはハーモニー / INSPi（2015年12月・2016年1月放送）
- ダンディーひつじ執事 / 藤澤ノリマサ（2017年8月・9月放送）

### おかあさんといっしょ
- ふしぎなあのこはすてきなこのこ（1994年5月の歌）
- どんまい（1994年9月の歌）
- ないてたらね（1997年11月の歌）
- あいうえおはよう（1998年10月の歌）
- おてんきじどうはんばいき（2002年6月の歌）
- ハートがいっぱい（2012年4月）
- ぶんぶんブランコ（2013年9月）
- シール☆ハレハレ！（2015年5月）
- おっきなちっちゃな物語（2022年6月の歌）

ほか多数。